# Oedipus orca
Oedipus orca è un film del 1977 diretto da Eriprando Visconti. 
Si tratta del sequel de La orca. 

## Trama
Alice viene a sapere che il padre non era intenzionato a pagare il riscatto del suo rapimento. La ragazza dubita, quindi, che l'uomo sia davvero il suo genitore. Inizia a indagare sul passato della madre, scoprendo che quest'ultima aveva un amante, tale Lucio. Per vendicarsi, la studentessa altolocata seduce lo spasimante.

## Produzione
Rispetto al precedente film, Oedipus orca è ambientato a Torino. 
Lo sceneggiatore Gandus ha raccontato, durante una intervista, che Eriprando Visconti era molto restio su alcune sequenze erotiche. Per questo motivo, affidò le scene più spinte al direttore di fotografia Blasco Giurato.
Nel cast compare il nome del cantante Miguel Bosé, al suo primo ruolo da co-protagonista. 

## Distribuzione
Come il precedente film, Oedipus orca fu sequestrato per atti di oscenità. Vietato ai minori di 18 anni, uscì in seguito nelle sale italiane, a partire dal 4 aprile del 1977. È stato edito in formato vhs in Italia nelle versioni CVR cartonata, Magnum 3B e Avofilm nella collana Outsiders. In DVD nell collana CineKult Cecchi Gori.

## Accoglienza
(Segnalazione cinematografica, 1977)

## Riconoscimenti
- 1977 – Globo d'oro
  - Miglior attrice rivelazione a Rena Niehaus